# Rory Tapner
Rory Tapner (* 30. September 1959) ist englischer Geschäftsmann und war von August 2010 bis Februar 2015 Leiter des Wealth Management bei  RBS Coutts Bank Ltd. Tapner war seit der Übernahme der SG Warburg durch den Schweizerischen Bankverein 1995 und bis 2009 in der UBS in wichtigen Rollen aktiv gewesen, unter anderem als Global Head Investment Banking sowie Präsident und Geschäftsführer der UBS Asia Pacific.

## Ausbildung
Sein Studium der Rechtswissenschaften schloss Rory Tapner am King’s College London ab und besuchte danach die Lancaster Gate Law School.

## Weitere Tätigkeiten
Rory Tapner ist Schatzmeister und Vorsitzender des Finanzrates des King’s College London.